# Казьминское
Казьми́нское — село в Кочубеевском районе (муниципальном округе) Ставропольского края России.

## Этимология названия
Название села предположительно образовано от ногайского «казма» («плодородная, вспаханная земля»). Варианты наименования: Казминское, Козьминское.

## География
Расположено у истока реки Овечка.
Расстояние до краевого центра: 54 км.
Расстояние до районного центра: 15 км.

## История
Дата основания: 1867 год (первое упоминание).
До 16 марта 2020 года село было являлось административным центром упразднённого Казьминского сельсовета.

## Население
| 1915   | 1959  | 1979  | 1989  | 2002  | 2010  | 2014  |
| ------ | ----- | ----- | ----- | ----- | ----- | ----- |
| 10 851 | ↘6210 | ↘5107 | ↘4795 | ↗5971 | ↘5676 | ↘5600 |
| 2021   |       |       |       |       |       |       |
| ↘5430  |       |       |       |       |       |       |

Гендерный состав
По итогам переписи населения 2010 года проживали 2638 мужчин (46,48 %) и 3038 женщин (53,52 %).
Национальный состав
По данным переписи 2002 года в национальной структуре населения преобладают русские (93 %).
По итогам переписи населения 2010 года проживали следующие национальности (национальности менее 1 %, см. в сноске к строке "Другие"):
| Национальность | Численность | Процент |
| -------------- | ----------- | ------- |
| Русские        | 5257        | 92,62   |
| Цыгане         | 90          | 1,59    |
| Армяне         | 77          | 1,36    |
| Украинцы       | 69          | 1,22    |
| Другие         | 183         | 3,22    |
| Итого          | 5676        | 100,00  |

## Инфраструктура
- Культурно-досуговое объединение
- Сельская библиотека. Открыта в 1945 году[17]
- С 1981 года в селе действует лечебно-оздоровительный комплекс на базе термальных вод, обнаруженных в недрах под Казьминским.

## Образование
- Детский сад № 2 «Сказка»
- Детский сад № 5 «Улыбка»
- Детский сад № 6
- Средняя общеобразовательная школа № 16
- Детско-юношеская спортивная школа № 3

## Экономика
Важнейшее предприятие — колхоз-племзавод «Казьминский». Образован в 1929 году.

## Люди, связанные с селом
- Григорий Захарович Жиляев (26.03.1911-8.01.1984, родился и умер в Казьминском), Герой Социалистического Труда, ветеран Великой Отечественной войны, председатель колхоза «Казьминский» (1945—1971)[19].
- Александр Алексеевич Шумский (1938—2020, Казьминское ), в прошлом — председатель колхоза-племзавода «Казьминский», Герой Социалистического Труда[20].
- Коробкин Иван Степанович (1927) - награждён орденами Ленина и Октябрьской Революции[21]

## Памятники
- Мемориальный комплекс. 1942—1943, 1975 годы[22]
- Братская могила советских воинов, погибших в годы Великой Отечественной войны[23]
- Памятник. 1975 год[24]
- Могила красного партизана Г. О. Зайцева, погибшего в бою с белогвардейцами[25]
- Памятник В. И. Ленину. 1966 год[26]

## Достопримечательности
- Термальные источники. По составу гидрокарбонатнатриевые. Обладают лечебными свойствами[27].

## Кладбище
Примерно в 260 м к северу от дома № 2 по улице Кооперативной расположено общественное кладбище площадью 84 186 м².